# Сокольча
Соко́льча (укр. Сокільча), село,  Сокольчанский сельский совет, Попельнянский район, Житомирская область.
Код КОАТУУ — 1824786201. Население по переписи 2001 г. составляет  662 человека.
Является административным центром Сокольчанского сельского совета, в который, кроме того, входит село Маркова Волица.

## Географическое положение
Село Сокольча находится на обоих берегах реки Унава.
На реке плотина и большое водохранилище. На западе в 2-х км — село Мостовое, на востоке на расстоянии в 1 км — село Маркова Волица.

## Экономика
В селе есть молочно-товарная ферма.

## Объекты социальной сферы
- Детский сад
- Школа

## Известные уроженцы
- Василий Степанович Колесниченко (1892—1972) — советский военный, государственный и партийный деятель.